# Pilèmenes de Bitínia
Pilèmenes (grec antic: Πυλαιμένης, llatí: Pylaemenes) va ser fill de Nicomedes II de Bitínia, el qual el va col·locar al tron de Paflagònia circa l'any 110 aC i li va fer prendre el nom de Pilèmenes perquè semblés que pertanyia a la línia legítima dels reis de Paflagònia, segons que diu l'historiador Justí.
Sembla que el regne de Bitínia i el regne del Pont s'havien repartit el regne la dinastia del qual s'havia extingit, però a la part de Bitínia resistia un príncep de nom Astreodó, que era aliat dels romans, i els romans van imposar la retirada dels bitinis. L'any 90 aC (o potser el 89 aC) Mitridates VI Eupator va ocupar la Paflagònia independent, que va seguir les vicissituds del regne del Pont.
Pilèmenes (o un fill seu) regnava entorn del 75 aC. El 65 aC, Pompeu va integrar la zona costanera a la província de Bitínia i a la zona interior va restablir el regne amb el fill de Pilèmenes, segons diu Estrabó. Més tard, aquestos territoris van ser cedits a Brogítar de Galàcia.
Les monedes del pare o fill porten la inscripció «ΒΑΣΙΛΕΩΣ ΠΥΛΑΙΜΕΝΟΥ ΕΥΕΡΓΕΤΟΥ» ('del rei Pilàmenes Evergetes').